# Elegia squamosa
Elegia squamosa är en gräsväxtart som beskrevs av Maxwell Tylden Masters. Elegia squamosa ingår i släktet Elegia och familjen Restionaceae. Inga underarter finns listade i Catalogue of Life.